# 쓰가와정
쓰가와정(津川町)은 니가타현 히가시칸바라군에 설치되었던 정이다. 2005년 4월 1일, 가노세정, 쓰가와정, 가미카와촌, 미카와촌이 합병해 아가정이 성립해 소멸했다.

## 역사
현재는 니가타 현에 속하지만 옛날에는 아이즈 번의 영지였다. 거리의 니가타 현도 14호 신시바타 쓰가와 선(아이즈 가도, 구 국도 49호)은 열쇠형으로 2개소로 꺾여 적의 방어에 대비한 성읍과 같은 구조로 되어 있어 아이즈 번의 중요한 전략 거점이었음을 짐작케 한다. 수륙의 교통결절점으로서 번창하여 쓰가와후나도라 불리는 수운업자가 이 마을을 거점으로 아가노 강의 주운을 행하고 있었다.
- 1889년 4월 1일 - 정촌제 시행과 함께 쓰가와정 (1대)가 성립하였다.
- 1955년 1월 15일 - 고가와촌 , 아가와촌의 일부를 합병해 새로운 쓰가와정 (2대) 이 성립하였다.
- 2005년 4월 1일 - 가미카와촌, 미카와촌, 가노세정과 합병해 아가정이 되어 소멸했다.

## 교통

### 철도
- 동일본 여객철도 반에쓰사이선

### 도로
- 반에쓰 자동차도
- 국도 49호선
- 국도 459호선